# Chelonus circumrimosus
Chelonus circumrimosus är en stekelart som först beskrevs av Vladimir Ivanovich Tobias 2003.  Chelonus circumrimosus ingår i släktet Chelonus och familjen bracksteklar. Inga underarter finns listade i Catalogue of Life.